# Peter Spannring
Peter Spannring (* 19. August 1941 in St. Gallenkirch) ist ein ehemaliger österreichischer Politiker der SPÖ und Kammerangestellter. Er war von 1976 bis 1987 Abgeordneter zum Vorarlberger Landtag.

## Ausbildung und Beruf
Spannring besuchte nach der Volksschule St. Gallenkirch die Hauptschule in Schruns und absolvierte danach von 1955 bis 1957 die Handelsschule in Bregenz. Er hatte in der Folge bis 1958 mehrere kurzzeitige Arbeitsverhältnisse und besuchte danach zwischen 1958 und 1963 die Arbeitermittelschule Innsbruck und Graz und legte 1963 in Graz die Matura ab. Im Jahr 1963 begann er ein Studium der Rechtswissenschaften an der Universität Innsbruck, das er 1969 mit der Sponsion zum Magister der Rechtswissenschaften (Mag. jur.) abschloss. Neben seinem Studium arbeitete er zwischen 1964 und 1969 als Lehrer für kaufmännische Fächer an der Berufsschule Villach. Spannring trat 1969 eine Stelle als Bildungsreferent der Vorarlberger Arbeiterkammer an und arbeitete bis zu seiner Pensionierung im Mai 2002 in dieser Position.

## Politik und Funktionen
Spannring engagierte sich ab 1959 als Mitglied des Verbandes Sozialistischer StudentInnen Österreichs und trat 1961 der SPÖ bei. Er wurde 1964 zudem Mitglied der Gewerkschaft des öffentlichen Dienstes und fungierte von 1984 bis etwa 1993 als Betriebsratsobmann der Angestellten der Arbeiterkammer Feldkirch. Zudem war er von 1999 bis 2002 Bundessprecher der Betriebsräte der Arbeiterkammern Österreichs. Parteiintern fungierte er auf Bezirksebene als Obmann der SPÖ Bludenz, des Weiteren war er Mitglied des Landesparteivorstandes der SPÖ Vorarlberg. Spannring hatte in der SPÖ Vorarlberg die Funktion eines Mitglieds der Landesparteileitung und des Landesparteipräsidiums inne, war von 1970 bis 1978 Jugendreferent und danach Bildungsreferent und wirkte auch als Mitglied des Bundesbildungsausschusses der SPÖ.
Lokalpolitisch engagierte sich Spannring von 1970 bis 1985 als Mitglied der Stadtvertretung Bludenz, als Abgeordneter des Wahlbezirkes Bludenz vertrat er die SPÖ vom 15. Dezember 1976 bis zu seiner Mandatsniederlegung am 7. Jänner 1987 im Landtag.
Neben seinen politischen Funktionen war Spannring auch von 1998 bis 2004 als Landesobmann der Naturfreunde Vorarlbergs aktiv, Zudem war er Mitglied des Pensionistenverbandes St. Gallenkirch, Mitglied im Kollegium des Landesschulrates und Mitglied im Kollegium der Pädagogischen Akademie.

## Privates
Peter Spannring wurde als Sohn des aus der Steiermark stammenden Schuhmachers Stefan Spannring und dessen in Tirol geborenen Gattin Anna Spannring geboren. Er heiratete 1965 Waldtraud Theisinger und wurde 1967 Vater einer Tochter.

## Auszeichnungen
- Ehrenobmann der Naturfreunde Vorarlbergs (2004)